# 평운군
평운군 이구(平雲君 李俅, 1624년 음력 3월 ∼ 1662년 음력 10월)는 조선의 왕족이다.

## 생애
선조의 서자인 경창군의 3남이다. 훗날 선조의 또다른 서자 신성군에게 양자로 입적되었다. 1643년에 작위를 받았으며, 이후 가덕대부 · 의덕대부 · 흥록대부를 거쳐 오위도총부 도총관을 역임하였다.

## 직계 가족 관계
- 생부: 경창군(선조의 아홉째 서자)
- 양부: 신성군(선조의 네번째 서자)
  - 아들 : 양(瀁)[1]
  - 아들 : 진평군 택(晉平君 澤), 처음에 부수(副守)에 봉해진 뒤 후에 군(君)으로 승작(陞爵).
    - 양적손자 : 함릉군 이직(咸陵君 李稷), 성종의 15남인 양원군의 6대손이자, 이유석(李儒碩)의 아들[2].
    - 친서손자 : 함계군 이춘(咸溪君 李櫄) - 어려서 병사.